# Пеницилл Рольфса
Пеници́лл (пеници́ллий) Ро́льфса (лат. Penicíllium rólfsii) — вид несовершенных грибов (телеоморфная стадия неизвестна), относящийся к роду Пеницилл (Penicillium).

## Описание
Колонии на агаре Чапека до 6,5 см в диаметре на 14-е сутки, шерстистые, обильно спороносящие в серо-зелёных или сине-зелёных тонах. Экссудат отсутствует. Реверс с бледным розоватым оттенком, растворимый пигмент в среду не выделяется.
Свежие изоляты обычно образуют белые или розовые склероции 150—200 мкм в диаметре.
На CYA колонии на 14-е сутки около 6,5 см в диаметре, радиально бороздчатые, обильно спороносящие, с более выраженным розоватым оттенком в окраске реверса.
На агаре с солодовым экстрактом (MEA) колонии шерстистые, с бело-розовыми вегетативными гифами, обильно спороносящие в сине-зелёных тонах, особенно в центральной части, без экссудата. Реверс желтоватый до розоватого.
Хорошо растёт при 37 °C, образуя колонии более 2 см в диаметре за неделю.
Конидиеносцы неправильно разветвлённые — двухъярусные, или же одноярусные, 200—500 мкм длиной, гладкостенные, реже шероховатые. Метулы в конечной мутовке по 3—5. Фиалиды сужены в короткую шейку, 8—10 мкм длиной. Конидии эллипсоидальные, почти гладкие, 3—4 × 2—2,8 мкм.

### Отличия от близких видов
Определяется по эллипсоидальным конидиям и розоватым склероциям у свежих изолятов. Входит в сложную группу видов, родственную Penicillium simplicissimum.

## Экология
Широко распространённый, преимущественно почвенный гриб.

## Таксономия
Вид назван по имени американского агронома Питера Генри Рольфса (1865—1944).
Penicillium rolfsii Thom, Penicillia 489 (1930).